# سرناد

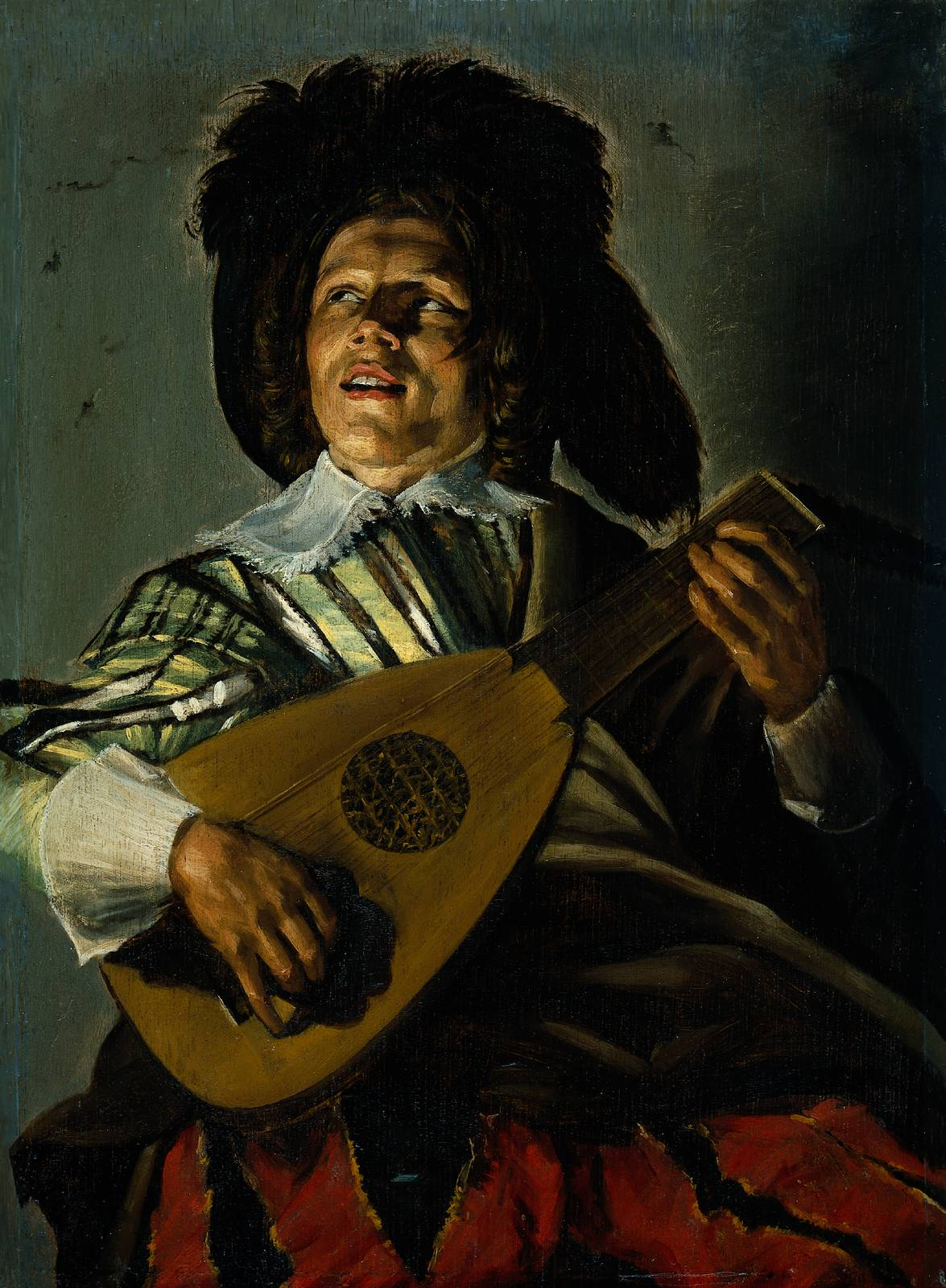
نقاشی سرناته‌نواز اثر جودیت لیستر.

سِرِناد (به انگلیسی: Serenade) یا سرناته، در موسیقی روشی از آهنگسازی است که به افتخار کسی یا چیزی ساخته می‌شود. سرناد‌ها معمولاً آهنگ‌هایی آرام و سبک هستند. واژه سرناته از واژه ایتالیایی serenata، که خود برگرفته از واژه لاتین serenus است، گرفته شده‌است.

## آهنگ‌های اولیه سرناد
قدیمی‌ترین کاربرد سرناد که به شکل غیررسمی تا به امروز زنده مانده‌است، آهنگی در خوشامدگویی معشوق، دوست، شخص درجه‌دار یا دیگرانی که باید مورد تقدیر قرار گیردند، اجرا می‌شد. تصویر عمومی از سرناته‌نواز عاشقی است که پای پنجره معشوق آهنگی اجرا می‌کند. سرناد‌ها آهنگ‌هایی بودند که برای بعد از ظهر در نظر گرفته می‌شدند و شبی آرام و دلپذیر را تداعی می‌کردند. بر خلاف آن آئوباده‌ها بودند که صبح‌ها اجرا می‌شدند. رسم «سرناته کردن» به این روش در موسیقی قرون وسطایی آغاز شد و کلمه "serenade" که معمولاً در انگلیسی به عنوان فعل استفاده می‌شود مربوط به این رسم است. سرنادی که اجرا می‌شد به جز اینکه معمولاً توسط یک شخص که سازهای قابل‌حملی مانند گیتار یا لوت نیز می‌نواخت، از شکل خاصی پیروی نمی‌کرد. آثاری از این دست همچنین در آینده نیز ظهور پیدا کردند که عموماً هم به‌طور خاص به زمان گذشته اشاره داشتند. از جمله این آثار آریاها در یک اپرا (که نمونه مشهور آن دون جیوانی اثر موتسارت است) هستند.

## دوره باروک

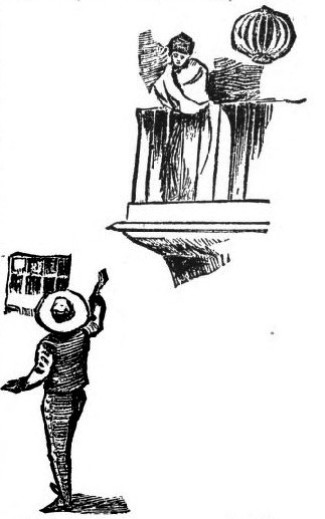
زن جوانی که مورد سرانته مردی در خیابان قرار می‌گیرد.

در دوره باروک، سرناد یک کانتات نمایشی بود که معمولاً برای دو یا چند خواننده و یک ارکستر نوشته می‌شد و عصرها در خارج از منزل و با نور مصنوعی اجرا می‌گشت. برخی از آهنگسازان این دست سرناد آلساندرو استرادلا، آلساندرو اسکارلاتی، یوهان یوزف فاکس ، یوهان متیسون و آنتونیو کالدارا هستند. غالباً این آثار در مقیاس بزرگ با کمترین صحنه‌آرایی اجرا می‌شدند و حد میانه‌ای بین کانتات و اپرا بودند. تفاوت اصلی بین کانتات و سرناد در قرن هفدهم این بود که سرناد در خارج از منزل انجام می‌شد و بنابراین در اجرای آن می‌شد از سازهایی استفاده کرد که برای یک اتاق کوچک بسیار پرصدا بودند (از جمله این سازها ترومپت و طبل بود). 

## دوران کلاسیک و رمانتیک
مهم‌ترین و رایج‌ترین نوع سرناد در تاریخ موسیقی آهنگ‌هایی بودند که برای گروه سازهای متعدد در موومان‌های چندتایی و عمدتاً در دوره‌های کلاسیک و رمانتیک ساخته شدند. معمولاً مشخصه این آهنگ‌ها نسبت به سایر آثار چندموومانی که برای گروه سازهای بزرگ (مانند سمفونی) ساخته می‌شدند، سبک‌تر بودنشان بود، به گونه‌ای که تنظیم آهنگ از اهمیت بیشتری نسبت به پرداخت موضوعی یا روایت دراماتیک برخوردار بود. بیشتر این آثار از ایتالیا، آلمان، اتریش و بوهم بودند.
از مشهورترین نمونه‌های سرناد در قرن هجدهم می‌توان به برخی آثارموتسارت اشاره کرد که به‌طور معمول سرناته‌هایی متشکل از چهار تا ده حرکت بودند. سرناد‌های او اغلب آهنگ‌هایی کاملاً بی‌کلام بودند که برای مناسبت‌های خاص مانند مراسم عروسی نوشته می‌شدند. سرناد‌های مشهور موتزارت شامل: هافنر سرناد، سرناد شبانه و مهم‌تر از همه موسیقی کوچک شبانه است.
در قرن نوزدهم، سرناد تبدیل به اثری کنسرتی شد و ارتباط کمتری با مناسبت‌ها افتخاری یا اجراهای فضای‌باز داشت. آهنگسازان شروع به نوشتن سرناد برای دیگر گروه‌ها کردند. سرناد‌های برامس بسیار بیشتر شبیه سمفونی‌های سبک هستند و شاید بیشتر به سوئیت شباهت داشته باشند. دورژاک، چایکوفسکی، یوزف سوک، ادوارد الگار، و دیگران سرنادها را صرفاً برای سازهای زهی می‌نوشتند. سرناد‌نویسان دیگر که به سبک رمانتیک می‌نوشتند عبارتند از: لودویگ فان بتهوون، هکتور برلیوز، فرانتس شوبرت، ریچارد اشتراوس، ماکس رگر، اتل اسمایت و ژان سیبلیوس.

## قرن بیستم
برخی از نمونه‌های سرناد در قرن بیستم عبارتند از سرناد برای تنور و سازهای زهی نوشتهٔ بنجامین بریتن سرناد در لا برای پیانو نوشته استراوینسکی، سرناد برای باریتون و هفت‌نوازی، اپوس ۲۴ اثر آرنولد شونبرگ و «سرناد» در آخرین کوارتت سازهای زهی شماره ۱۵ نوشته شوستاکوویچ در سال ۱۹۷۴. رالف وان ویلیامز سرناد برای موسیقی (برای ۱۶ صدای تک و ارکستر) را نوشت که در سال ۱۹۳۸ اجرا شد و لئونارد برنستاین سرناد پس از «سمپوزیوم» افلاطون (برای ویولن تک، چنگ و سازهای کوبه‌ای) را در سال ۱۹۵۴ ساخت. این سرنادهای مدرن به صورت آزادانه از شکل و سازبندی سرناد قدیمی استفاده می‌کردند.

## فرم
یک سرناد معمولاً از یک ساختار چندموومانی بین چهار تا ده موومان برخوردار است. بیشتر سرنادها با یک موومان آغازین سریع شروع می‌شوند، و پس از آن موومان‌های آهسته میانی در پی می‌آیند که به صورت متناوب با موومان‌های سریع ترکیب می‌شوند و در نهایت نیز یک موومان سریع پرستو یا تندا خاتمه‌بخش آهنگ است. سرنادها تأثیرات زیادی از موسیقی مجلسی گرفته‌اند به طوری که می‌توان آن‌ها را با ظرافت در یک برنامه موسیقی مجلسی قرار داد. یک سرناد را می‌توان قطعه‌ایی بین سوئیت و سمفونی دانست که برخلاف آنها دارای طبیعتی سبک و عاشقانه است و لحظه‌های نفس‌گیر در آن کم‌تر است.

## یادداشت
1. ↑  ناصری، فریدون (۱۳۸۲). فرهنگ جامع اصطلاحات موسیقی. تهران: روزنه. ص. ۳۴۰. شابک ۹۶۴-۶۱۷۶-۶۷-۴.
2. ↑  "Hubert Unverricht & Cliff Eisen. "Serenade". Grove Music Online. Oxford Music Online. 8 December 2009".
3. ↑  Michael Talbot, "Serenata", The New Grove Dictionary of Music and Musicians, second edition, edited by Stanley Sadie and John Tyrrell (London: Macmillan Publishers, 2001).
4. ↑  Michael Talbot, "Serenata", The New Grove Dictionary of Music and Musicians, second edition, edited by Stanley Sadie and John Tyrrell (London: Macmillan Publishers, 2001).
5. ↑  Lynan, Peter. "Serenade." The Oxford Companion to Music. Ed. Alison Latham. Oxford Music Online. 8 December 2009.
6. ↑  Hubert Unverricht and Cliff Eisen, “Serenade”, The New Grove Dictionary of Music and Musicians, second edition, edited by Stanley Sadie and John Tyrrell (London: Macmillan Publishers).
7. ↑  Lynan, Peter.